# 안동 고성 이씨 재사
안동 고성이씨 재사(固城李氏齋舍)는 경상북도 안동시 예안면 기사리에 있는 건축물이다. 1973년 8월 31일 경상북도의 유형문화재 제23호로 지정되었다.

## 개요
고성 이씨 이증과 경주 이씨 정부인의 무덤에 제사지내기 위해 지은 집으로 건물의 이름은 수다재이다. 조선 선조 33년(1600)경에 지어졌으며, 안동댐 건설공사로 인하여 1974년 이곳으로 옮겨왔다.
앞면 5칸·옆면 6칸 규모의 ㅁ자형 기와집이다. 중앙에 대청이 있고 좌우에 온돌방이 있는데, 특히 부엌·광·뒤주가 만들어져 있어 재실로서의 기능을 다하도록 하였다.

## 참고 자료
- 고성이씨재사 - 국가유산청 국가유산포털